# Modulatricidae
I Modulatricidi (Modulatricidae) sono una famiglia di uccelli passeriformi.

## Descrizione
Si tratta di uccelli di piccole dimensioni (15–19 cm), dall'aspetto robusto e paffuto, muniti di grossa testa, corpo arrotondato, ali appuntite, coda dall'estremità squadrata e becco sottile e conico, più o meno lungo a seconda della specie: nel complesso, questi uccelli possono ricordare degli tordi o (nel caso del kakamega) un merlo acquaiolo.
Il piumaggio varia di specie in specie e rispecchia il nome comune: generalmente, la parte dorsale e la testa sono di colore bruno più scuro, mentre la gola e l'area pettorale e ventrale sono più chiare o di colore più caldo e acceso.

## Distribuzione e habitat
La famiglia ha distribuzione africana, con le tre specie che abitano l'Africa centrale, popolando la foresta pluviale afromontana di Tanzania (Modulatrix stictigula), Mozambico (Arcanator orostruthus), Congo e golfo del Biafra (Kakamega poliothorax).

## Biologia
La famiglia comprende uccelli solitari ed elusivi, difficili da osservare in virtù della loro timidezza e della difficoltà d'accesso al loro areale: tutte le specie si nutrono di insetti, bacche e frutta rinvenute principalmente al suolo.
Si tratta di uccelli monogami: durante il periodo degli amori vivono in coppie, coi due esemplari che divengono più territoriali del solito. La femmina si occupa della costruzione del nido e della cova, mentre l'allevamento della prole è condiviso col maschio (che inoltre nutre la compagna durante la cova).

## Tassonomia
La famiglia comprende tre generi monotipici:
- Modulatrix
  - Modulatrix stictigula (Reichenow, 1906) - cantore golamacchiata
- Arcanator
  - Arcanator orostruthus (Vincent, 1933) - cantore maculato delle montagne
- Kakamega
  - Kakamega poliothorax (Reichenow, 1900) - kakamega pettogrigio

I tre membri della famiglia hanno avuto una collocazione sistematica piuttosto controversa, venendo collocati fra Muscicapidae, Turdidae ed infine Timaliidae, senza essere considerati strettamente imparentati fra loro: le analisi a livello molecolare hanno però evidenziato prima una consistente divergenza di golastriata e kakamega dalla loro famiglia di appartenenza, con conseguente spostamento degli stessi in una propria famiglia a parte, gli Arcanatoridae (poi rinominata in Modulatricidae con l'aggiunta del golamacchiata, in virtù del principio di priorità), ed in seguito la stretta affinità del taxon coi Promeropidae, coi quali i Modulatricidae formano un clade basale dei Passeroidei.